# Берлинский марафон
Берли́нский марафон (нем.  Berlin-Marathon, полное официальное название BMW Berlin-Marathon) — один из наиболее престижных марафонских забегов в мире, старейший член AIMS С 2005 г. — член лиги World Marathon Majors. Марафон традиционно проводится в Берлине (Германия) в последние субботу и воскресенье сентября. Организатором является спортивный клуб SCC EVENTS GmbH.
Наряду с Лондонским, Нью-Йоркским и Чикагским марафонами, Берлинский марафон является одним из самых массовых в мире (60 000 заявок, из них около 40 000 бегунов), а по среднему времени первых десяти бегунов — самым быстрым марафоном мира.
В субботу проводятся марафон на роликовых коньках и детский марафон (4,2195 км). Главная дисциплина (марафонская дистанция для бега, спортивной ходьбы и езды на инвалидных колясках) проходит в воскресенье.

## История

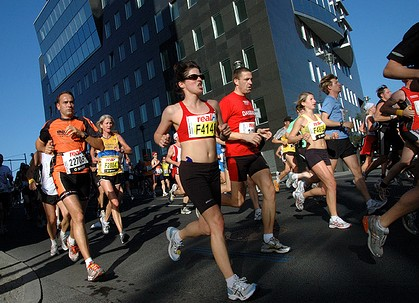
2007 год

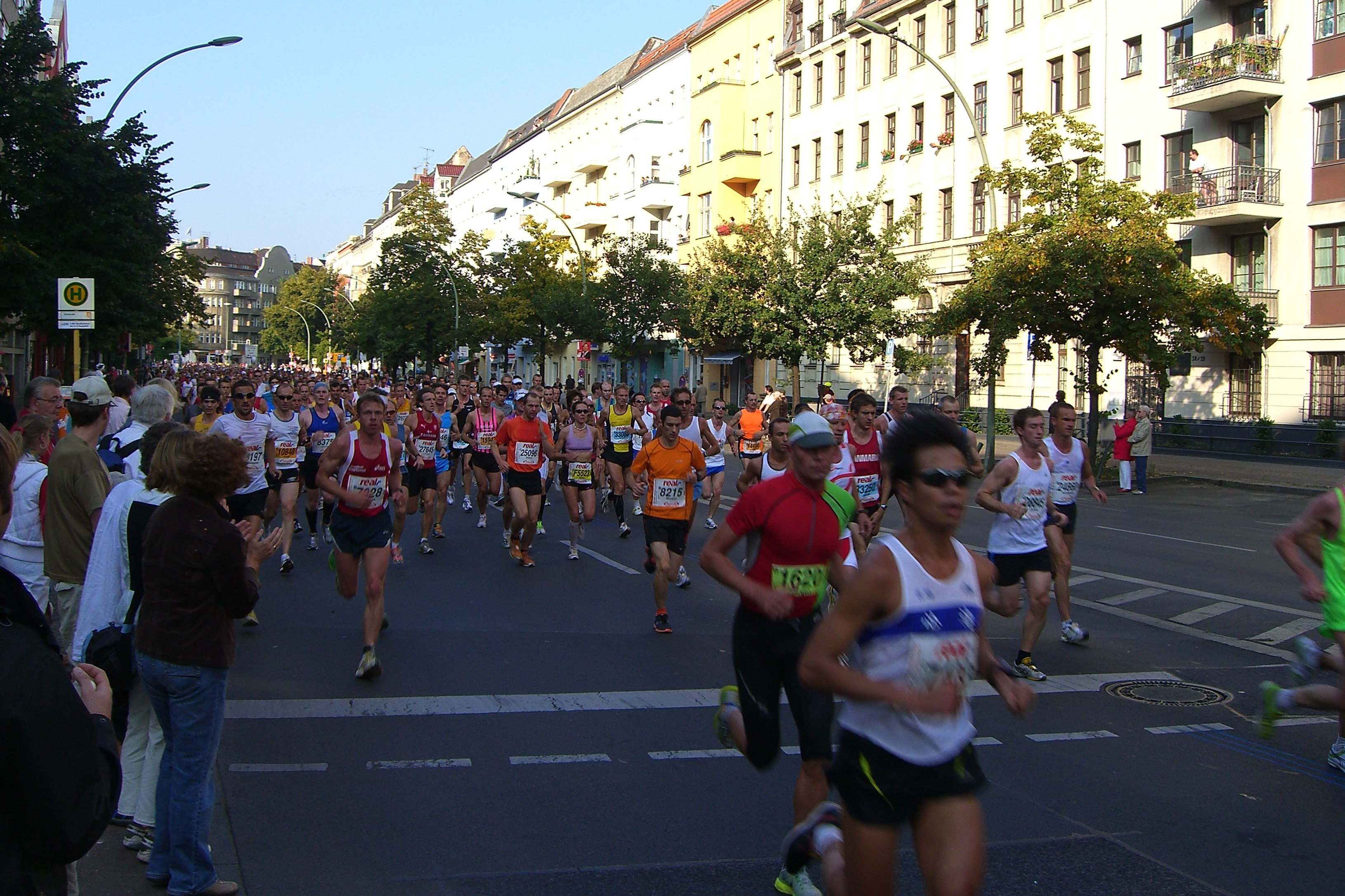
Марафон 20 сентября 2009 года

Днём рождения берлинского марафона считается 8 ноября 1964 года, когда в Западном Берлине впервые прошёл «кросс на Чёртовой горе», в котором приняли участие более 700 человек. Организаторы во главе с бегуном Хорстом Мильде воодушевлялись опытом французского города Ле-Мана, где уже проводился подобный кросс. В следующие годы спортивный клуб SCC-Cross занял важную позицию в спортивной жизни города.
Через 10 лет, в 1974 году, состоялся первый официальный Берлинский марафон. В 1977 году марафон был объединён с соревнованиями, проходящими в рамках Чемпионата Германии по бегу. Во время забега спортсменкой ФРГ Кристой Валензик был установлен неофициальный рекорд 2:34:47,5.
После проведения Западном Берлине первого забега 25 km de Berlin в мае 1981 года Хорст Мильде решил перенести марафон, ранее проходивший в районе лесного массива Груневальд, также в пределы города. После разрешения бюрократических и политических проблем новым стартом марафона стала лужайка перед зданием Рейхстага, дистанция проходила мимо КПП Чарли, а финишировали бегуны на Курфюрстендамме. В этот год в марафоне приняли участие 3486 человек, помимо этого благодаря новой дистанции с асфальтированными дорогами стало возможным участие в забеге спортсменов на инвалидных колясках. Из-за возросшего числа участников в 1987 году старт был перенесён на улицу 17 Июня. В тот же год впервые были задействованы более 30 музыкальных групп на протяжении всей дистанции.
В 1989 году нововведением стал мини-марафон для детей: каждая команда из 10 школьников бежала последние 4,2195 км, что в сумме составляет официальную марафонскую дистанцию.
30 сентября 1990 года, за три дня до объединения Германии, дистанция впервые проходила через Бранденбургские ворота. Поток желающих участвовать в забеге был настолько велик, что организаторам пришлось отклонить часть заявок. Тогда же марафон был впервые показан в прямом эфире на немецком и японском телевидении.

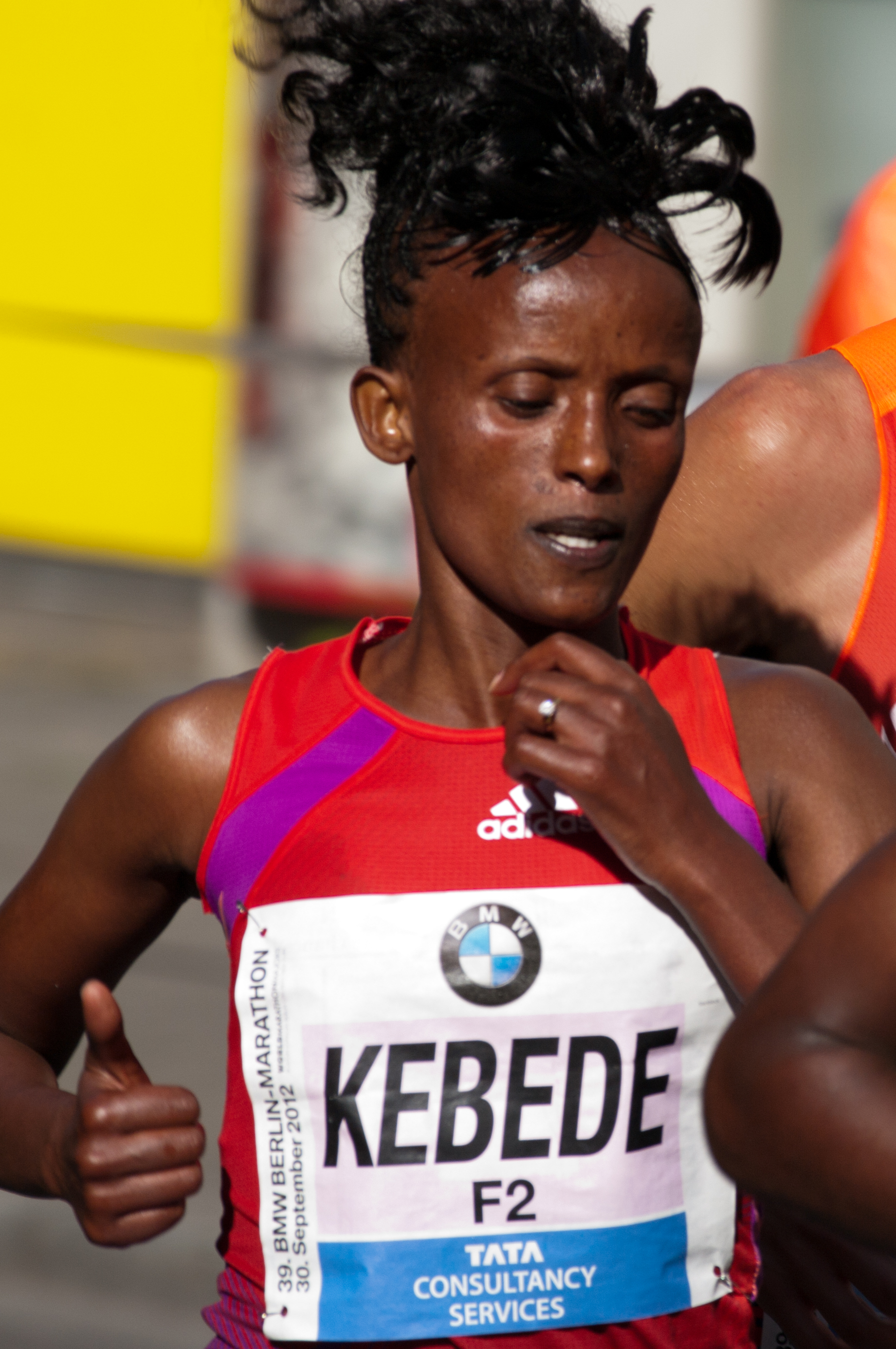
Аберу Кебеде на пути к победе на марафоне 2012 года

С 1994 года измерение времени производится при помощи электронного транспондера ChampionChip. В том же году в рамках марафона прошёл чемпионат мира среди инвалидов-колясочников, где Хайнц Фрай установил мировой рекорд 1:22:12 ч. В 1997 году впервые был проведен марафон на роликовых коньках.
В 2003 году бегуны стартуют и финишируют у Бранденбургских ворот.
В 2004 году Марк Мильде сменил своего отца на посту организатора Берлинского марафона. С этого же года в рамках марафона проводится соревнование спортсменов, передвигающихся на ручных велосипедах.
В 2006 году была основана престижная серия World Marathon Majors, включающая в себя шестёрку «Главных марафонов мира»: Лондонский, Нью-Йоркский, Чикагский, Бостонский, Токийский и Берлинский марафоны. Из них только Берлинский и Бостонский марафоны сохранили членство в AIMS.
На мероприятии многократно устанавливались мировые рекорды на марафонской дистанции. Последним рекордом стал забег кенийского бегуна Элиуда Кипчоге, закончившего дистанцию за 2 часа 1 минуту и 9 секунд, улучшив свой же рекорд на 30 секунд, также установленный на Берлинском марафоне в 2018 году.

## Статистика

### Рекорды

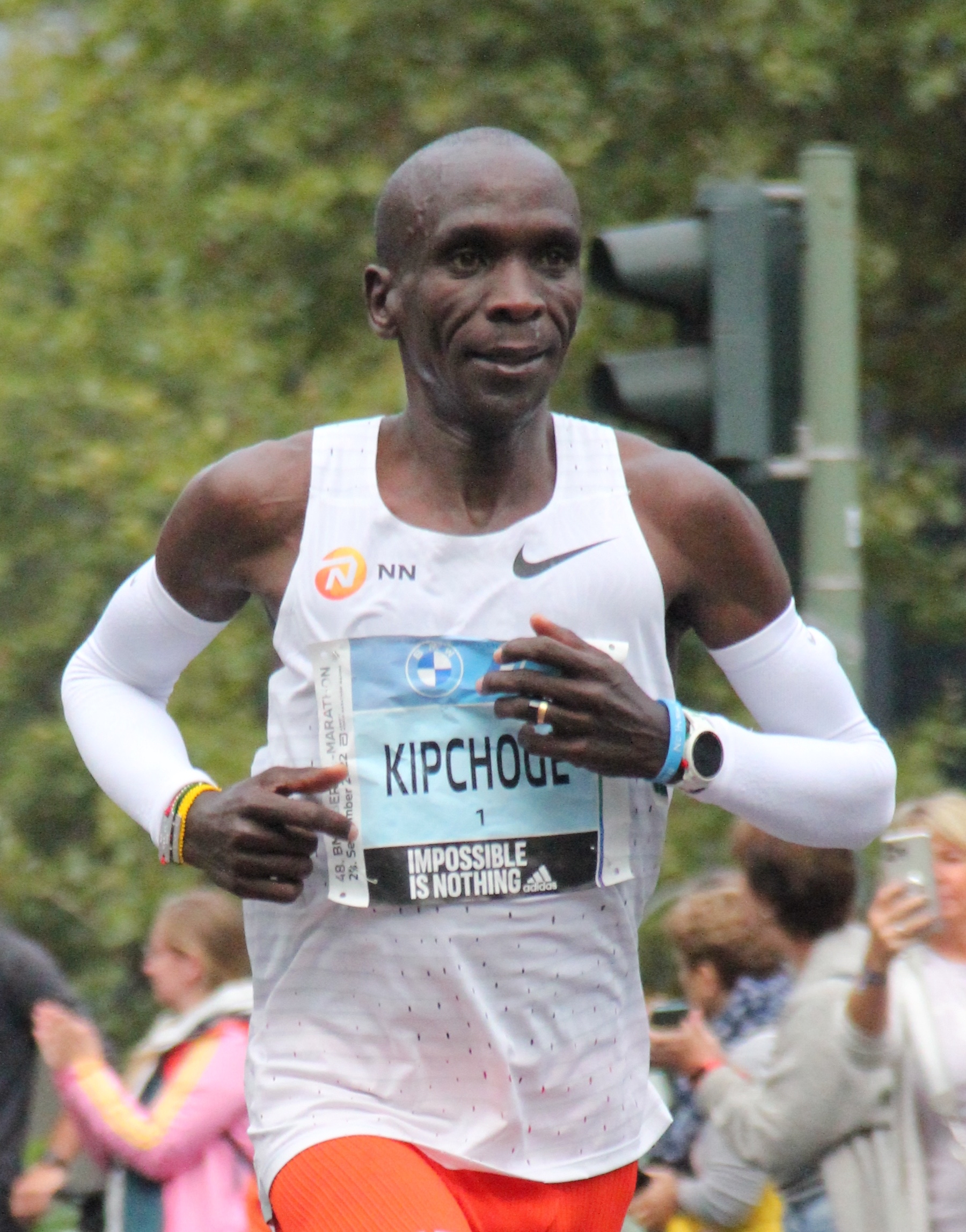
Элиуд Кипчоге на пути к победе и мировому рекорду на марафоне 2022 года

- Мужчины: 2:01:09, Элиуд Кипчоге (Кения), 2022
- Женщины: 2:11:53, Тигст Ассефа (Эфиопия), 2023 (Мировой рекорд)

### Победители
| Дата                                          | Мужчины                 | Результат    | Женщины              | Результат    |
| --------------------------------------------- | ----------------------- | ------------ | -------------------- | ------------ |
| 24.09.2023                                    | Элиуд Кипчоге (5)       | 2:02:42      | Тигст Ассефа (2)     | 2:11:53 (МР) |
| 25.09.2022                                    | Элиуд Кипчоге (4)       | 2:01:09 (МР) | Тигст Ассефа         | 2:15:37      |
| 26.09.2021                                    | Гуйе Адола              | 2:05:45      | Готытом Гебресласе   | 2:20:09      |
| Марафон не проводился из-за пандемии COVID-19 |                         |              |                      |              |
| 29.09.2019                                    | Кенениса Бекеле (2)     | 2:01:41      | Ашете Бекере         | 2:20:14      |
| 16.09.2018                                    | Элиуд Кипчоге (3)       | 2:01:39 (МР) | Глэйдис Чероно (3)   | 2:18:11      |
| 24.09.2017                                    | Элиуд Кипчоге (2)       | 2:03:32      | Глэйдис Чероно (2)   | 2:20:23      |
| 25.09.2016                                    | Кенениса Бекеле         | 2:03:03      | Аберу Кебеде (3)     | 2:20:45      |
| 27.09.2015                                    | Элиуд Кипчоге           | 2:04:00      | Глэйдис Чероно       | 2:19:25      |
| 28.09.2014                                    | Деннис Киметто          | 2:02:57 (МР) | Тирфи Цегайе         | 2:20:18      |
| 29.09.2013                                    | Уилсон Кипсанг          | 2:03:23 (МР) | Флоренс Киплагат (2) | 2:21:13      |
| 30.09.2012                                    | Джеффри Мутаи           | 2:04:15      | Аберу Кебеде (2)     | 2:20:30      |
| 25.09.2011                                    | Патрик Макау (2)        | 2:03:38 (МР) | Флоренс Киплагат     | 2:19:44      |
| 26.9.2010                                     | Патрик Макау            | 2:05:08 (МР) | Аберу Кебеде         | 2:23:58      |
| 20.09.2009                                    | Хайле Гебреселассие (4) | 2:06:08      | Атседе Хабтаму       | 2:24:46      |
| 28.09.2008                                    | Хайле Гебреселассие (3) | 2:03:59 (МР) | Ирина Микитенко      | 2:19:19      |
| 30.09.2007                                    | Хайле Гебреселассие (2) | 2:04:26 (МР) | Гете Вами (2)        | 2:23:17      |
| 24.09.2006                                    | Хайле Гебреселассие     | 2:05:56      | Гете Вами            | 2:21:34      |
| 25.09.2005                                    | Филип Маньим            | 2:07:41      | Мидзуки Ногути       | 2:19:12      |
| 26.09.2004                                    | Феликс Лимо             | 2:06:44      | Йоко Сибуи           | 2:19:41      |
| 28.09.2003                                    | Пол Тергат              | 2:04:55 (МР) | Ясуко Хасимото       | 2:26:32      |
| 29.09.2002                                    | Реймонд Кипкоч          | 2:06:47      | Наоко Такахаси (2)   | 2:21:49      |
| 30.09.2001                                    | Джозеф Нголепус         | 2:08:47      | Наоко Такахаси       | 2:19:46 (МР) |
| 10.09.2000                                    | Саймон Бивотт           | 2:07:42      | Кадзуми Мацуо        | 2:26:15      |
| 26.09.1999                                    | Джозефат Кипроно        | 2:06:44      | Тегла Лорупе         | 2:20:43 (МР) |
| 20.09.1998                                    | Роналдо да Коста        | 2:06:05 (МР) | Марлен Рендерс       | 2:25:22      |
| 28.09.1997                                    | Элайджа Лагат           | 2:07:41      | Катрина Маккирнан    | 2:23:44      |
| 29.09.1996                                    | Абель Антон             | 2:09:15      | Коллен Де Рёкк       | 2:26:35      |
| 24.09.1995                                    | Сэмми Лелеи             | 2:07:02      | Ута Пиппиг           | 2:25:37      |
| 25.09.1994                                    | Антониу Пинту           | 2:08:31      | Катрин Дёрре-Хейниг  | 2:25:15      |
| 26.09.1993                                    | Ксолиль Ява             | 2:10:57      | Рената Коковская (3) | 2:26:20      |
| 27.09.1992                                    | Давид Тсебе             | 2:08:07      | Ута Пиппиг (2)       | 2:30:22      |
| 29.09.1991                                    | Стив Брейс              | 2:10:57      | Рената Коковская (2) | 2:27:36      |
| 30.09.1990                                    | Стив Монегетти          | 2:08:16      | Ута Пиппиг           | 2:28:37      |
| 1.10.1989                                     | Альфредо Шаханга        | 2:10:11      | Пяйви Тикканен       | 2:28:45      |
| 9.10.1988                                     | Сулейман Нямбуи (2)     | 2:11:45      | Рената Коковская     | 2:29:16      |
| 4.10.1987                                     | Сулейман Нямбуи         | 2:11:11      | Керштин Преслер      | 2:31:22      |
| 28.09.1986                                    | Богуслав Псуйек         | 2:11:03      | Шарлотте Теске       | 2:32:10      |
| 29.09.1985                                    | Джеймс Эшуорт           | 2:11:43      | Магда Иландс         | 2:34:10      |
| 30.09.1984                                    | Джон Сковбьерг          | 2:13:35      | Агнес Шипка          | 2:39:32      |
| 25.09.1983                                    | Карел Лисмонт           | 2:13:37      | Карен Холдсуорт      | 2:40:32      |
| 26.09.1982                                    | Доминго Тибадуиса       | 2:14:47      | Джин Лоххед          | 2:47:05      |
| 27.09.1981                                    | Иэн Рей                 | 2:15:42      | Ангелика Штефан      | 2:47:24      |
| 28.09.1980                                    | Инго Зенсбург (3)       | 2:16:48      | Герлинде Пюттман     | 2:47:18      |
| 30.09.1979                                    | Инго Зенсбург (2)       | 2:21:09      | Ютта фон Хазе (3)    | 3:07:07      |
| 3.09.1978                                     | Михаэль Шпёттель        | 2:20:03      | Урсула Блашке        | 2:57:09      |
| 10.09.1977                                    | Гюнтер Мильке           | 2:15:19      | Христа Валензикк     | 2:34:48      |
| 26.09.1976                                    | Инго Зенсбург           | 2:23:08      | Ютта фон Хазе (2)    | 3:05:19      |
| 28.09.1975                                    | Ральф Бохрёдер          | 2:47:08      | Кристин Бохрёдер     | 3:59:15      |
| 13.10.1974                                    | Гюнтер Халлас           | 2:44:53      | Ютта фон Хазе        | 3:22:01      |